# Гамільтон Г'юм
Гамільтон Г'юм (англ. Hamilton Hume; нар. 19 червня 1797 — пом. 19 квітня 1873) — австралійський мандрівник-дослідник, який першим дослідив території сучасних австралійськиї штатів Новий Південний Уельс та Вікторія. У 1824 році, разом з Вільям Говеллом, брав участь в експедиції, яка вперше пройшла від Сіднея до затоки Порт-Філіп, відкрив річки Маррамбиджі та Муррей. Брав участь в експедиції перших європейців 1828 року, яка відкрила річку Дарлінґ.  

## Життєпис

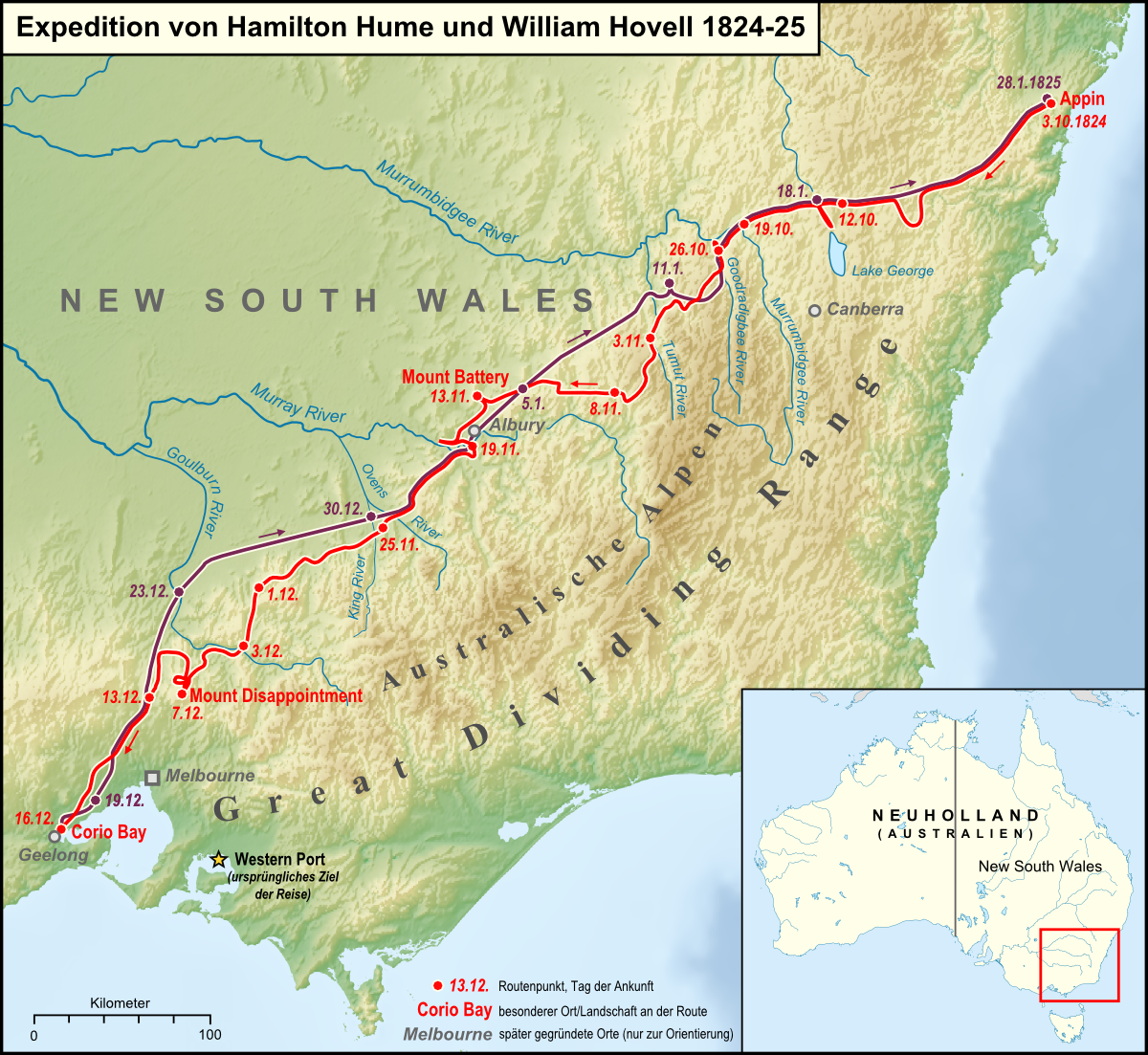
Маршрут експедиції Г'юма-Говелла 1824-1825 років

Гамільтон Г'юм народився 19 червня 1797 року в Парраматта, передмісті Сіднея. У 1797 році був призначений генеральним комісаром Колонії Новий Південний Уельс.
У 1824-1825 рока Гамільтон Г'юм з Вільямом Говеллом пройшли на південний захід, від Блакитних гір до західного кута затоки Порт-Філіп. На цьому шляху вони відкрили річку Маррамбиджі, дійшли до підніжжя Австралійських Альп, та у середині-листопада 1824 року відкрили річку Муррей. Це була перша експедиція, якій вдалося відшукати маршрут з Нового Південного Уельсу у внутрішні області штату Вікторія та зібрати нові відомості про місцеву річкову систему, стала першим кроком до успішної колонізації та подальшого освоєння цих родючих районів.
8 листопада 1825 року Гамільтон Г'юм одружився з Елізабет Дайт у церкві Святого Філіпа, Сідней. У подружжя не було дітей.
Під час експедиції перших європейців 1828 року, Гамільтон Г'юм був серед першовідкривачів річки Дарлінґ.
Гамільтон Г'юм працював магістратом у місті Ясс до своєї смерті.
Помер 19 квітня 1873 року в своїй резиденції, Коома-Коттедж, в Яссах.

## Світлини

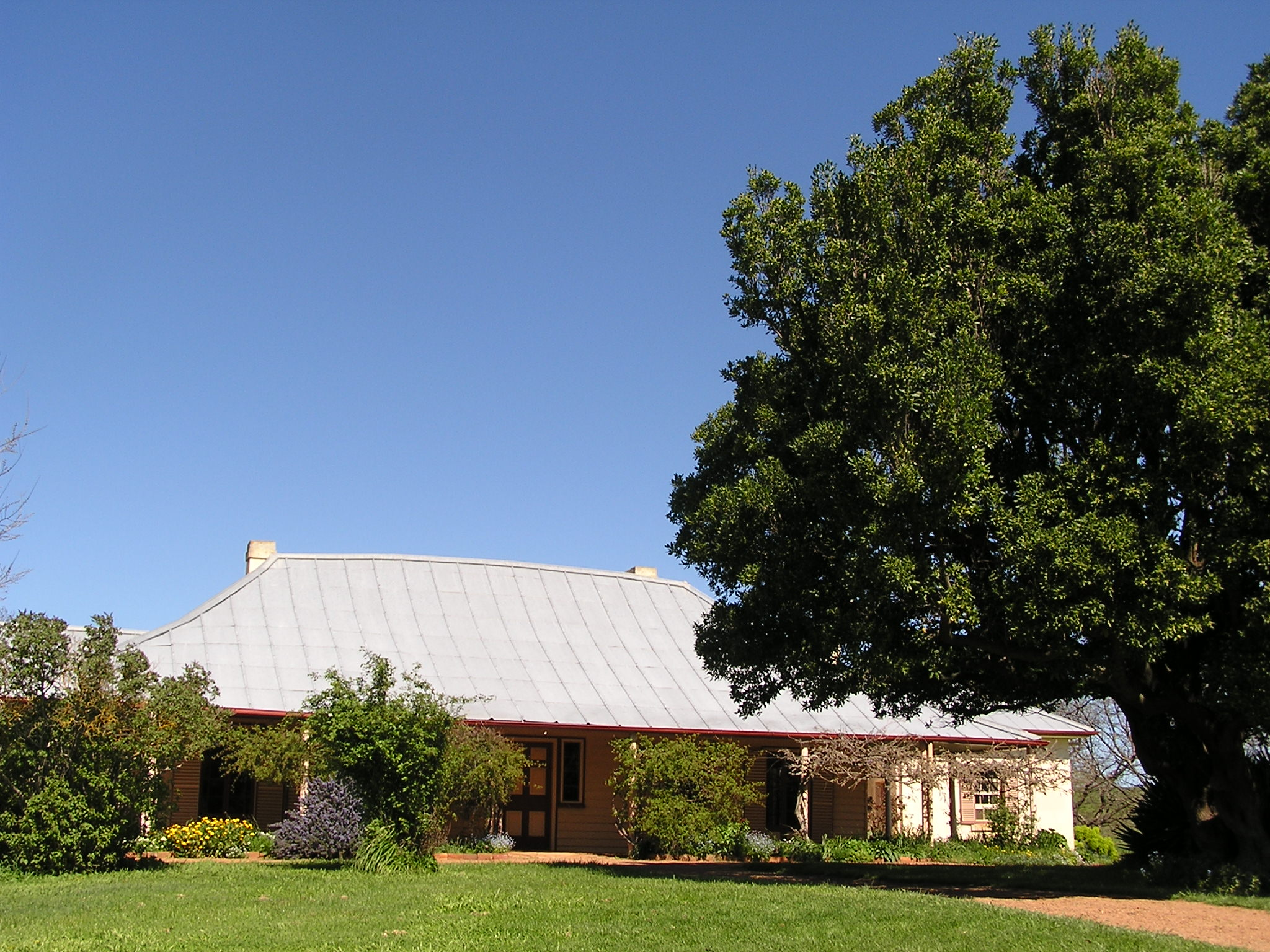
Коома-Котедж, Ясс
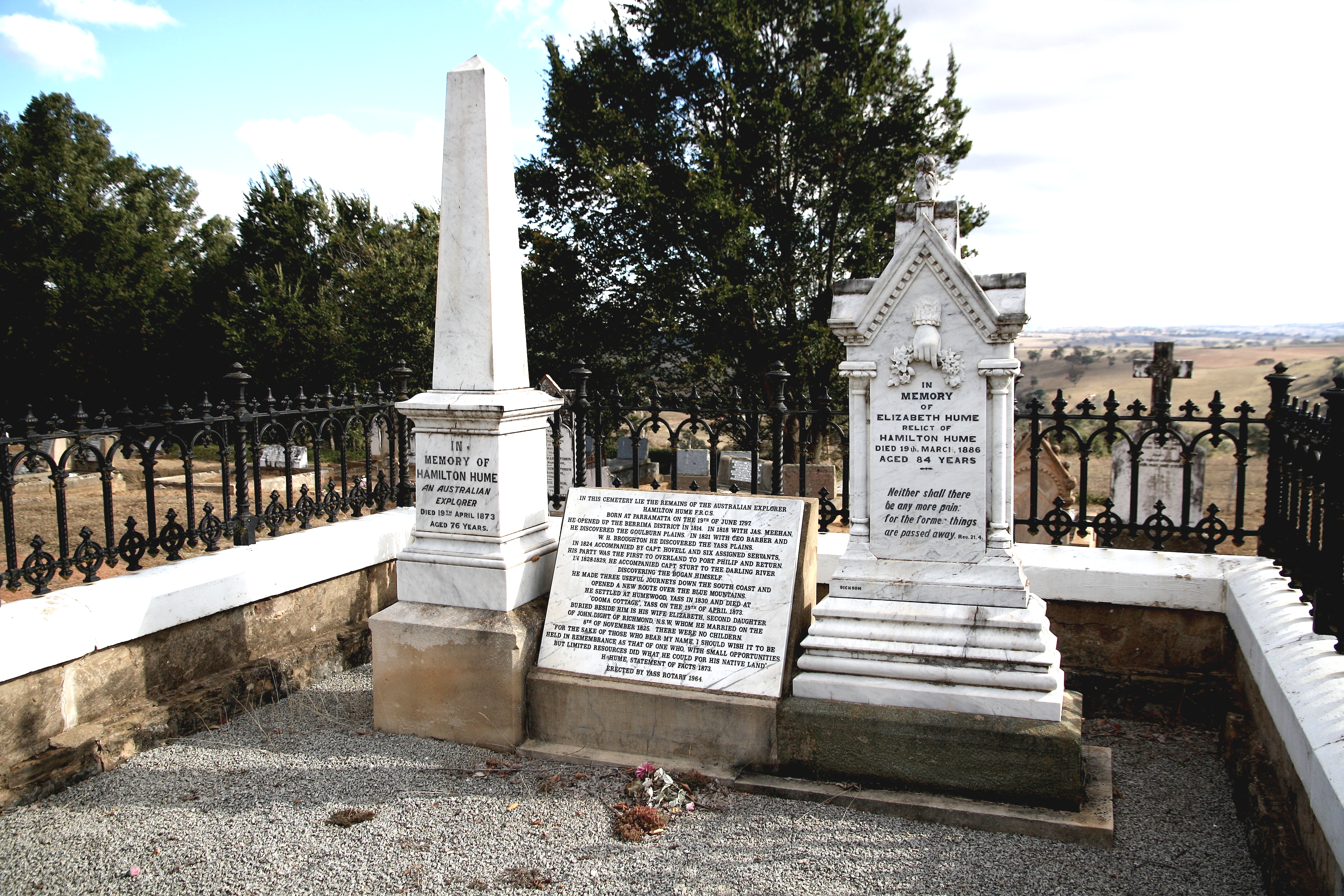
Могила Гамільтона Г'юма
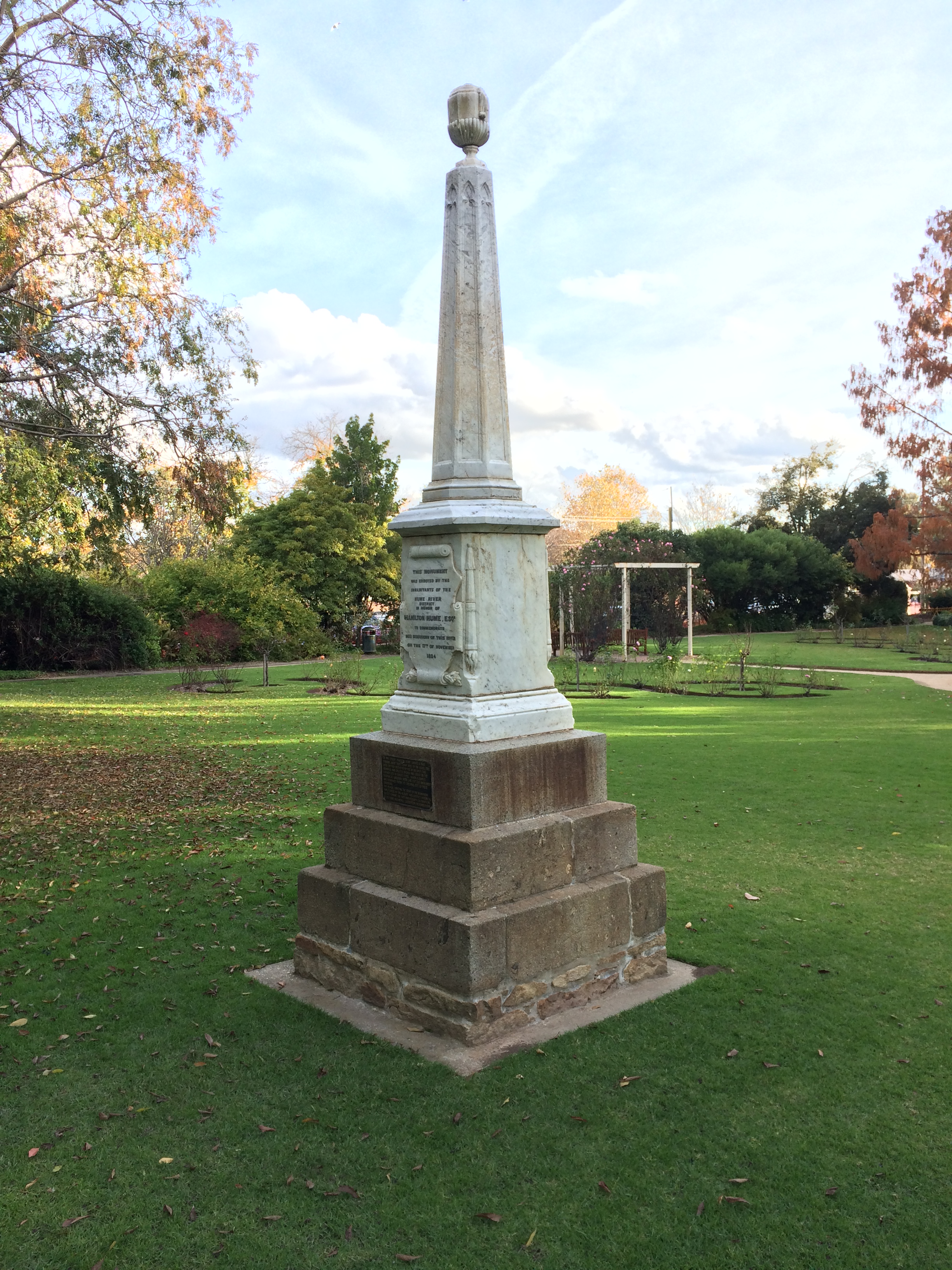
Пам'ятник Гамільтона Г'юму в ботанічному саду Олбері